# Dion Fortune
Dion Fortune   (Llandudno, 6 de desembre de 1890 - Londres, 8 de gener de 1946) (nascuda Violet Mary Firth) va ser una ocultista britànica, maga cerimonial, novel·lista i autora. Va ser cofundadora de la Fraternitat de la Llum Interior (Fraternity of the Inner Light), una organització oculta que va promoure filosofies que, segons ella, li havien ensenyat entitats espirituals conegudes com els Mestres Ascendits. Escriptora prolífica, va produir un gran nombre d'articles i llibres sobre les seves idees ocultes i també va escriure set novel·les, algunes de les quals exposen temes ocultistes.
Fortune va néixer a Llandudno, al nord de Gal·les, en una família adinerada de classe mitjana-alta, encara que se sap poc de la seva vida primerenca. A l'adolescència vivia al West Country d'Anglaterra, on va escriure dos llibres de poesia. Després de passar un temps a una escola d'horticultura, va començar a estudiar psicologia i psicoanàlisi a la Universitat de Londres abans de treballar com a consellera en una clínica de psicoteràpia. Durant la Primera Guerra Mundial es va unir al Women's Land Army i va establir una empresa de venda de productes de llet de soia. Es va interessar per l'esoterisme a través dels ensenyaments de la Societat Teosòfica, abans d'unir-se a una lògia ocultista dirigida per Theodore Moriarty i després a l'organització oculta Alpha et Omega.
Va arribar a creure que estava sent contactada per dos Mestres Ascendits (el Mestre Rakoczi i el Mestre Jesús), i va patir un estat de trànsit per canalitzar els missatges dels Mestres. El 1922 Fortune i Charles Loveday van afirmar que durant una d'aquestes cerimònies van ser contactats per Mestres que els van proporcionar un text, The Cosmic Doctrine. Tot i que es va convertir en la presidenta de la Lògia Mística Cristiana de la Societat Teosòfica, va creure que la societat no estava interessada en el cristianisme i es va separar per formar la Comunitat de la Llum Interior, un grup que després va rebatejar com a Fraternitat de la Llum Interior. Amb Loveday va establir bases tant a Glastonbury com a Bayswater (Londres), va començar a publicar una revista, va donar conferències públiques i va promoure el creixement de la seva societat. Durant la Segona Guerra Mundial va organitzar un projecte de meditacions i visualitzacions dissenyat per protegir la Gran Bretanya. Va començar a planificar el que ella creia que era una era d'Aquari després de la guerra, tot i que va morir de leucèmia poc després del final de la guerra.
Fortune és reconeguda com una de les ocultistes i magues cerimonials més significatius de principis del segle xx. La Fraternitat que va fundar li va sobreviure i en dècades posteriors va generar una varietat de grups relacionats basats en els seus ensenyaments. Les seves novel·les en particular van demostrar una influència en grups ocults i pagans moderns posteriors com Wicca.

## Biografia

### Joventut: 1890-1913

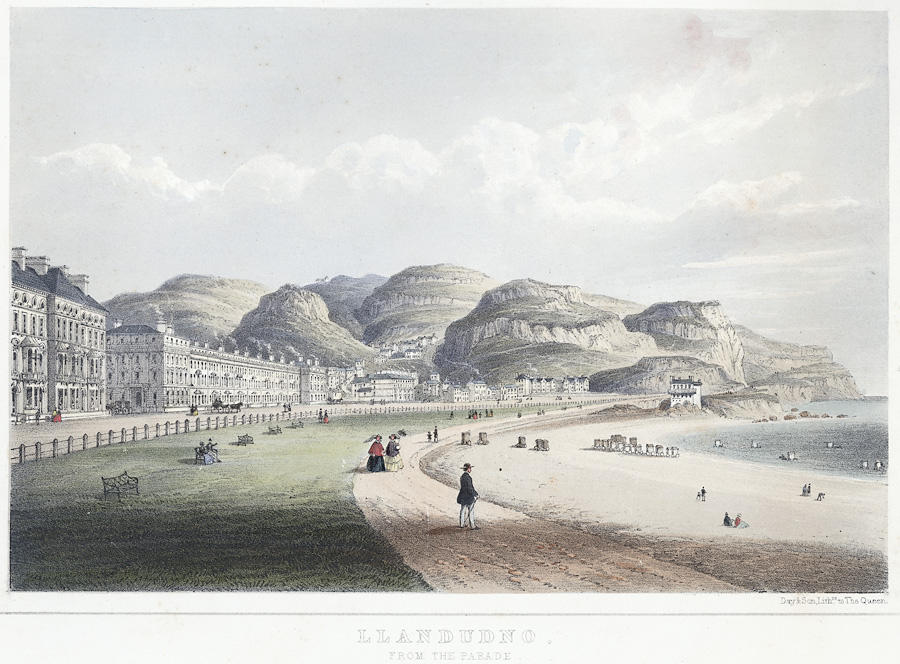
Una il·lustració de la ciutat natal de Fortune, Llandudno, el 1860

Fortune va néixer Violet Mary Firth el 6 de desembre de 1890 a la casa familiar de Bryn-y-Bia Road a Llandudno, al nord de Gal·les. La seva família era de classe mitjana-alta; els Firth eren una família anglesa adinerada que s'havia guanyat els seus diners a través de la indústria siderúrgica a Sheffield (Yorkshire), on s'havien especialitzat en la producció d'armes. L'avi patern de Fortune, John Firth, havia ideat un lema familiar, «Deo, non Fortuna» (Déu, no sort), per marcar el seu estatus de nou ric; més tard en faria ús per crear el seu pseudònim.
Un dels fills de John (i oncle de Fortune), era l'historiador Charles Harding Firth, mentre que el seu pare, Arthur, havia dirigit un despatx d'advocats de Sheffield abans d'establir un establiment hidroterapèutic a Limpley Stoke, Wiltshire. L'agost de 1886 Arthur Firth es va casar amb Sarah Jane Smith, abans de traslladar-se a Llandudno, on Arthur va establir el nou Establiment Hidroterapèutic Craigside. Sarah estava molt interessada en la Ciència Cristiana, i Gareth Knight assenyala que els dos pares de Firth eren practicants actius de la religió, mentre que el seu també biògraf Alan Richardson expressa el dubte que hi hagués proves suficients sobre la seriositat amb què la mateixa Fortune la considerava.
Poc se sap sobre la vida de Fortune a Gal·les, en part perquè al llarg de la seva vida va ser deliberadament esquiva quan va proporcionar detalls biogràfics sobre ella mateixa. Més tard va informar que des dels quatre anys havia experimentat visions de l'Atlàntida, cosa que ella creia que eren records de vida passada. Els Firths encara es trobaven a Llandudno el 1900, tot i que el 1904 Fortune vivia a Somerset, al sud-oest d'Anglaterra. Aquell any, va escriure un llibre de poesia, titulat Violetes, que probablement va ser publicat per la seva família. Va ser revisat al volum de maig de 1905 de The Girls' Room, en el qual anava acompanyat de l'única fotografia coneguda de Fortune de nena. El 1906 es va publicar el seu segon llibre de poesia, More Violets.
Després de la mort de John Firth, Arthur es va traslladar amb la seva família a Londres. Segons Richardson, vivien a la zona al voltant de Liverpool Street, a l'est de la ciutat, tot i que Knight en fa un relat diferent, afirmant que van viure primer a Bedford Park i després a Kensington, tots dos a l'oest de la ciutat. De gener de 1911 a desembre de 1912, Fortune va estudiar a Studley Agricultural College de Warwickshire, una institució hortícola que es va anunciar com a ideal per a noies amb problemes psicològics. La seva competència amb les aus de corral la va portar a convertir-se en membre del personal del college de gener a abril de 1913. Més tard va afirmar que al college va ser víctima de manipulació mental per part de la directora del college Lillias Hamilton, la qual cosa va provocar una crisi mental que la va fer abandonar la institució i tornar a casa dels seus pares.

### Psicoteràpia i esoterisme: 1913-1922
Per recuperar-se de la seva experiència a Studley, Fortune va començar a estudiar psicoteràpia. El seu interès inicial va ser l'obra de Sigmund Freud i Alfred Adler, encara que més tard va passar a la de Carl Jung. Va estudiar psicologia i psicoanàlisi amb John Flügel a la Universitat de Londres, abans d'obtenir feina a una clínica de psicologia a la plaça de Brunswick de Londres, que probablement estava sota la jurisdicció de la London School of Medicine for Women. Treballant com a consellera des del 1914 fins al 1916, va descobrir que la majoria de les persones amb qui tractava estaven acceptant els impulsos sexuals que es consideraven tabú a la societat britànica. Gràcies a la seva afiliació a la Societat per a l'Estudi dels Ortopsíquics, va donar una sèrie de conferències que més tard es van publicar el 1922 amb el títol The Machinery of the Mind. Mentre treballava a la clínica, va desenvolupar el seu interès per l'esoterisme assistint a conferències a l'hora de dinar organitzades per la Societat Teosòfica i llegint part de la literatura de l'organització. Amb l'augment del seu interès per l'ocultisme, Fortune es va sentir cada cop més insatisfeta amb l'eficàcia de la psicoteràpia.
L'Orde [de l'Alba Daurada] va patir greument durant la Primera Guerra Mundial, i el mateix Mathers va morir a París per la grip durant l'epidèmia. Quan vaig entrar en contacte amb la seva organització, estava dirigida principalment per vídues i gent gran de barba grisa, i no semblava un camp molt prometedor d'esforç ocult. Però vaig tenir una experiència considerable de l'ocultisme pràctic abans de conèixer-lo, i de seguida vaig reconèixer un poder d'un grau i tipus que no havia conegut mai abans, i no tenia el més mínim dubte que estava al camí de la tradició genuïna, malgrat la seva exposició inadequada.

Font: Dion Fortune [Knight 2000, pàg. 56].
Després que el Regne Unit entrés a la Primera Guerra Mundial, Fortune es va unir a la Women's Land Army. Inicialment estava ubicada en una granja prop de Bishop's Stortford, a les fronteres entre Essex i Hertfordshire, abans de ser traslladada posteriorment a una base experimental per al Departament de Producció d'Aliments. Allà va dur a terme experiments en la producció de llet de soia, posteriorment va fundar la Garden City Pure Food Company, amb seu a Letchworth, per vendre els seus productes i va publicar The Soya Bean: An Appeal to Humanitarians el 1925. Va ser mentre treballava a la base que es va sotmetre a una experiència espiritual i posteriorment es va submergir encara més en la literatura teosòfica. Després de fer-ho, es va preocupar per la idea dels «Mestres Ascendits» o «Caps secrets», afirmant haver tingut visions de dues d'aquestes entitats, el Mestre Jesús i el Mestre Rakoczi.
El seu primer mentor màgic va ser l'ocultista irlandès i maçó Theodore Moriarty. Ella s'havia fet amiga d'ell mentre encara estava involucrada en psicoteràpia, creient que podria ajudar a un dels seus pacients, un jove que havia estat lluitant al front occidental i que afirmava estar afectat per fenòmens físics inexplicables. Moriarty va fer un exorcisme, afirmant que el jove era la víctima de l'ànima d'un soldat d'Europa de l'Est difunt que s'havia enganxat a ell com un paràsit. Fortune es va convertir en una acòlita de la lògia d'influència maçònica de Moriarty, que tenia la seu a Hammersmith, i es va unir a la seva comunitat de seguidors que vivien a la casa de Gwen Stafford-Allen a Bishop's Stortford. Moriarty va passar molt de temps parlant de la ciutat perduda de l'Atlàntida, un tema que també arribaria a ser acceptat per Fortune. Més tard, Fortune va ficcionar Moriarty com el personatge del Dr. Taverner, que va aparèixer en una sèrie de contes breus publicats per primera vegada el 1922, posteriorment reunits en un volum recopilat com The Secrets of Dr. Taverner el 1926. Com Moriarty, el Dr. Taverner va ser representat com a exorcistes per protegir els humans dels atacs dels vampirs etèrics.
En tàndem amb els seus estudis amb Moriarty, el 1919 Fortune s'havia iniciat al Temple de Londres d'Alfa et Omega, un grup ocultista que s'havia desenvolupat a partir de l'Orde Hermètic de l'Alba Daurada. Aquí, la seva mestra principal va ser Maiya Curtis-Webb, una antiga amiga de la família Firth. Fortune va afirmar més tard que en el període posterior a la Primera Guerra Mundial, l'Orde havia estat «principalment tripulat per vídues i gent gran de barba grisa». No estava enamorada del sistema de màgia cerimonial que havia estat desenvolupat per l'Alba Daurada, però sí que li va proporcionar la base en l'estudi de la Cábala hermètica que exerciria una gran influència sobre la seva visió del món esotèric. També va ser gràcies a la seva implicació en el grup que va adoptar el «Deo, non Fortuna» de la seva família com el seu lema màgic personal. Al gener i març de 1921, Fortune i Curtis-Webb es van embarcar en una sèrie d'experiments sobre la mediumnitat en estat de trànsit. Això va culminar amb un acte de mediumnitat en estat de trànsit que Fortune va dur a terme a la ciutat de Somerset de Glastonbury amb la seva mare i Frederick Bligh Bond. Va afirmar que, en fer-ho, s'havia posat en contacte amb entitats espirituals conegudes com «els Vigilants d'Avalon» que li van informar que Glastonbury havia estat una vegada el lloc d'una antiga escola druida. Posteriorment Bond va encarregar a Fortune que escrivís un article, Psychology and Occultism, que es va publicar a les transaccions del College of Psychic Studies el 1922.

### Glastonbury iThe Cosmic Doctrine: 1922-1926

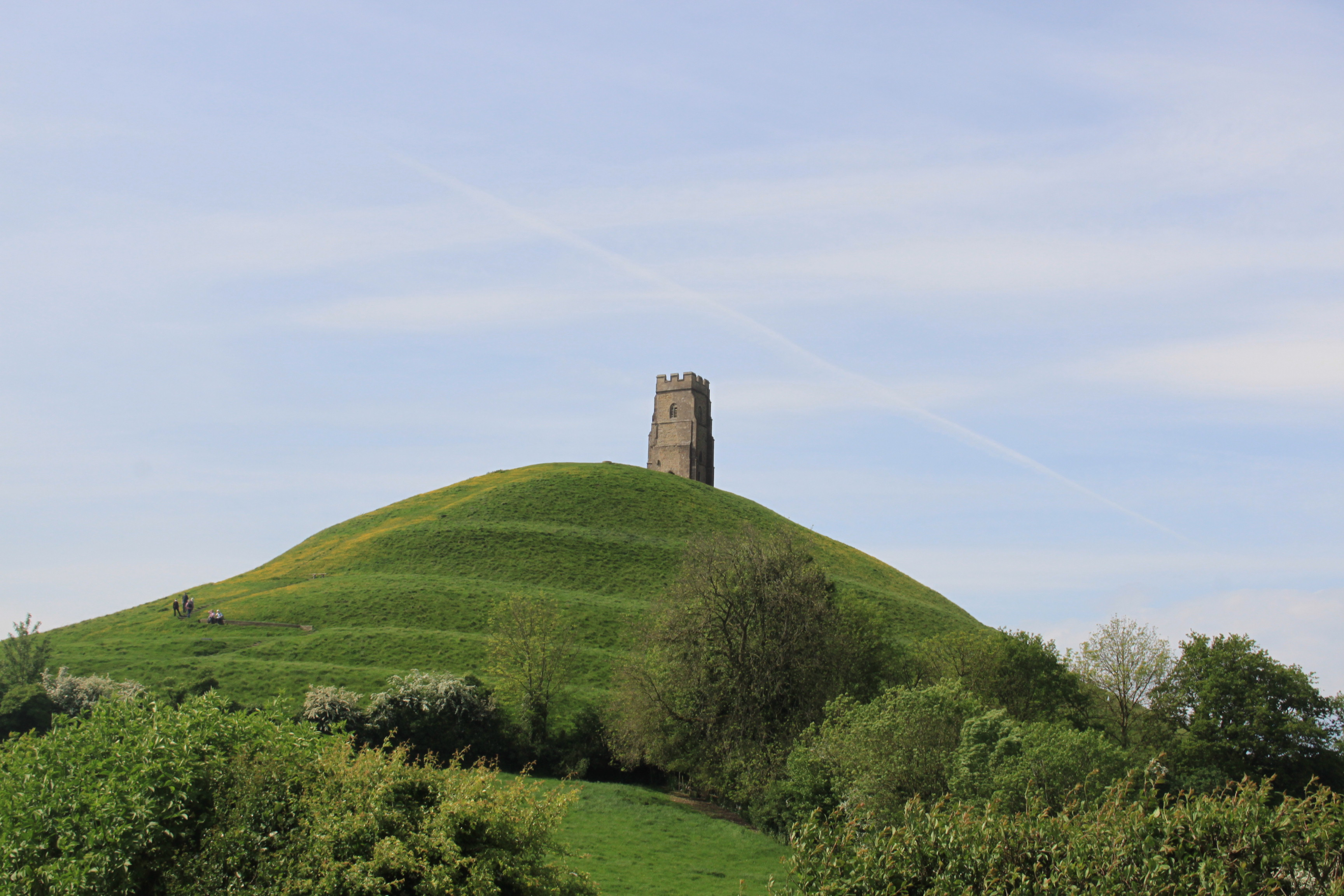
Torre de Glastonbury

El setembre de 1922, Fortune va tornar a Glastonbury per visitar el seu amic Charles Loveday. Juntament amb una dona anònima coneguda només com E. P., la parella va dur a terme actes de mediumnitat en estat de trànsit, afirmant que en fer-ho van entrar en contacte psíquic amb els Mestres Ascendits; Fortune els va identificar més tard com Sòcrates, Thomas Erskine i un jove oficial militar anomenat David Carstairs que havia mort a la batalla d'Ieper. Fortune i Loveday van caracteritzar el seu mètode de comunicació com a «mediumnitat inspiradora», creient que en aquest procés els Mestres es comunicaven a través de la ment subconscient del mitjà; ho van contrastar amb la «mediumnitat automàtica», que creien que implicava que el mitjà es dissociava completament del seu propi cos.
Va ser d'aquesta manera que Fortune i Loveday van afirmar que van rebre un text, The Cosmic Doctrine (La Doctrina Còsmica), que els va ser dictat en segments pels Mestres entre juliol de 1923 i febrer de 1925. Aquestes comunicacions parlaven de l'existència de set plans de l'Univers, i eren molt semblants a les idees promogudes en els escrits de Moriarty, en particular el seu Aphorism of Creation and Cosmic Principles (Aforisme de la creació i els principis còsmics). La cosmologia present en aquest llibre també era similar a la presentada a Teosofia. En els anys següents, Fortune va distribuir aquest material entre els seus estudiants sèniors, abans de publicar una versió editada de The Cosmic Doctrine el 1949.
L'agost de 1923 Moriarty va morir i Fortune, que mai havia estat especialment popular entre els seus seguidors, va intentar convèncer-los que havia de ser la seva nova líder. Alguns van acceptar la seva oferta, però molts altres van acceptar el lideratge de Stafford-Allen. Mentrestant, els pares de Fortune es van traslladar a la ciutat jardí de Letchworth (Hertfordshire) el 1922, i va ser aquí on Fortune va dur a terme el que considerava que eren comunicacions addicionals amb els Mestres a través de la mediumnitat en trànsit entre 1923 i 1925.
El 20 d'agost de 1924, Fortune, Loveday i altres es van establir com un grup ocultista formal. Fortune es va nomenar Adeptus del grup, mentre que cinc acòlits també es van unir. Loveday, que havia heretat una sèrie de propietats del seu pare, en va vendre algunes per finançar les adquisicions del grup. Aquell any, van comprar una casa a Queensborough Terrace a Bayswater, al centre de Londres per utilitzar-la com a temple i seu, llogant algunes de les habitacions als llogaters per finançar la seva operació. Mentre que els pisos superiors s'utilitzaven com a habitatges, el pis del mig contenia l'espai del temple, i els pisos inferiors tenien una oficina i una biblioteca privada. El grup va créixer aviat; va admetre quatre iniciats el 1925, sis el 1926 i deu el 1927. El novembre de 1926 es va establir un segon grau en el qual aquests iniciats podien progressar. L'any 1924, el grup també va obtenir un vell hort als peus de Glastonbury Tor, on hi va aixecar una cabana i finalment una terrassa i una sèrie de xalets. Durant el Whitsun de 1926, Fortune i diversos altres membres del seu grup estaven a Glastonbury Tor quan van viure una experiència espiritual que va produir una sensació d'èxtasi entre ells. Més tard van arribar a creure que aquesta experiència era el resultat d'un missatger dels Regnes Elementals, i va influir molt en les seves creences en desenvolupament.
Les activitats de Fortune, inclòs el seu lideratge del nou grup i una sèrie d'articles que va escriure per a The Occult Review, van generar preocupacions per a la líder d'Alpha et Omega, Moina Mathers. Després que Fortune va suggerir que la seva pròpia organització podria servir com a grup alimentador de l'Alpha et Omega de Mathers, Mathers la va expulsar de l'orde, al·legant que això era necessari perquè Fortune tenia els signes equivocats a la seva aura. Més tard, Fortune va afirmar que va patir un atac psíquic de Mathers, durant el qual va ser confrontada i agredida tant per gats reals com etèrics.

### La Societat Teosòfica i la Comunitat de la Llum Interior: 1927-1930
Més tard afirmant que actuava sota les instruccions dels Mestres Ascendits, Fortune i Loveday es van unir a la Lògia Mística Cristiana de la Societat Teosòfica, que estava dirigida per Daisy M. Grove. Fortune aviat es va convertir en la seva presidenta, i sota el seu lideratge, els membres del grup es van expandir i també va créixer el públic de les seves Transactions publicades. Durant tot aquest període, va posar en primer pla la necessitat d'una perspectiva cristiana dins del moviment teosòfic, destacant la centralitat i la importància del «Mestre Jesús» en els seus diversos articles. Va criticar públicament un altre grup teosòfic, l'Església Catòlica Liberal fundada per J. I. Wedgwood i Charles Webster Leadbeater, al·legant que aquest grup no estava preocupat pel Mestre Jesús i que estava preocupat pel «Mestre Maitreya». Una de les figures destacades de l'Església, el bisbe Piggott, la va acusar d'atribuir-li afirmacions falses a The Occult Review.
Enmig d'aquestes discussions amb altres sectors del moviment teosòfic, a l'octubre va renunciar a la Societat Teosòfica. La seva Lògia Mística Cristiana va abandonar la seva afiliació a la Societat i es va rebatejar com a Community of the Inner Light (Comunitat de la Llum Interior ). Dins d'aquesta comunitat es va establir un grup anomenat Gremi del Mestre Jesús, que celebrava serveis regulars de l'església els diumenges a la seva base de Queensborough Terrace des de 1928 fins a 1939; l'any 1936 aquest grup es va rebatejar com a Església del Graal. Fortune va dirigir molts cercadors que no tenien l'autodisciplina per a l'activitat màgica cerimonial cap al Gremi, els membres del qual eren coneguts per un membre veterà de la comunitat com els «adolescents».

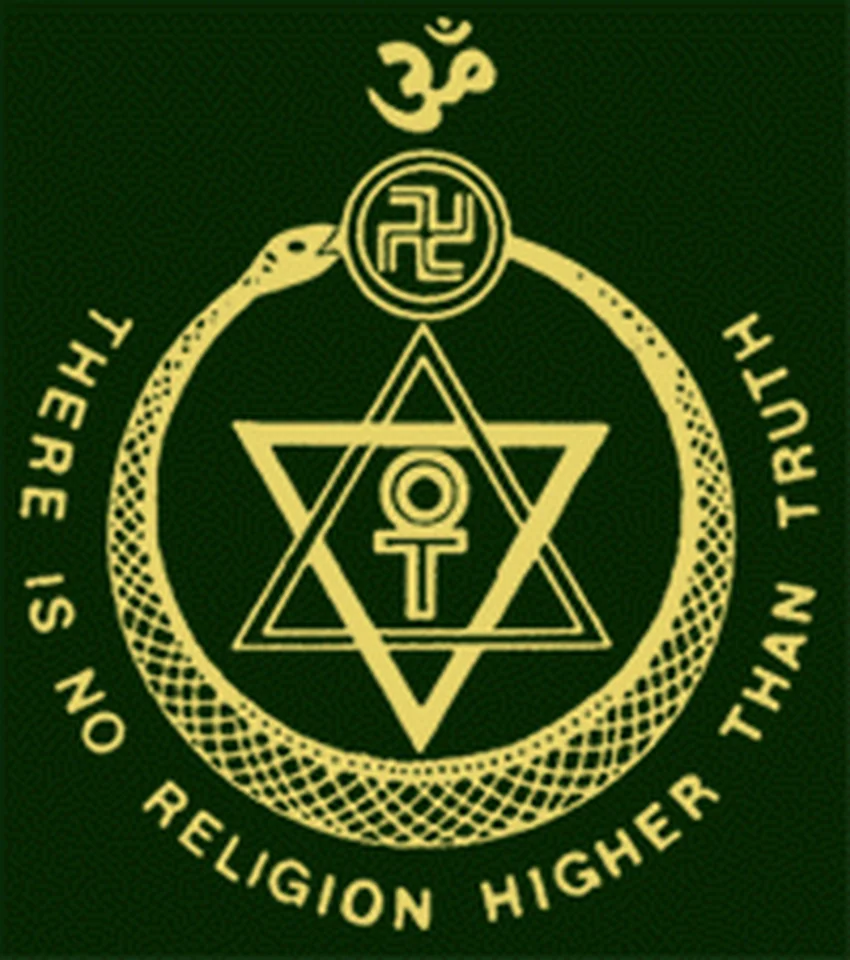
Fortune es va unir a la Societat Teosòfica, però es va separar d'ells en creure que minava la importància de Jesús com a Mestre Ascendit

Quan Jiddu Krishnamurti va abandonar la teosofia, causant problemes al moviment teosòfic, Fortune va avalar la facció Retorn a Blavatsky, atacant a Leadbeater en publicacions acusant-lo de ser un practicant de màgia negra. Després es va involucrar amb Bomanji Wadia i la seva Lògia Unida de Teosofs, a través de la qual va afirmar haver contactat amb els Mestres de l'Himàlaia. No obstant això, va ser cautelosa amb aquests adeptes de l'Himàlaia, i va explicar que tot i que sentia que «no eren dolents», els considerava «forasters i antipàtics» i «hostils a la meva raça». Descontenta amb el concepte de promoure les creences religioses índies a Gran Bretanya, va abandonar el grup. Posteriorment, va afirmar que Wadia havia començat a atacar-la psíquicament.
L'abril de 1927, Fortune es va casar amb Tom Penry Evans (un metge gal·lès d'origen obrer) a l'oficina de registre de Paddington, abans que la parella s'embarqués en una lluna de mel a Glastonbury. El seu matrimoni va ser inicialment feliç, tot i que Evans podria haver estat pertorbat per haver de submergir-se en l'ocultisme en una mesura més gran del que havia planejat. Va estar present al llarg d'un programa de mediumnitat en estat de trànsit en què Fortune va afirmar que canalitzava els missatges d'un «Mestre de la Medicina». A partir de l'agost de 1927, els missatges canalitzats es van centrar en qüestions de medicina alternativa i diagnòstic i més tard es van reunir com The Principles of Esoteric Medicine (Els principis de la medicina esotèrica), que es va difondre de manera privada entre els estudiants veterans de Fortune. Alguns membres del grup de Fortune creien que el «Mestre de la Medicina» era en realitat Paracels, encara que un missatge canalitzat posteriorment afirmava que la identitat terrenal d'aquest Mestre havia estat Ignaz Semmelweis.
El 1927, Fortune va publicar la seva primera novel·la ocultista, The Demon Lover (L'amant del Dimoni), que va rebre una breu però positiva crítica a The Times Literary Supplement. L'any següent va publicar The Problem of Purity (El problema de la puresa), el seu darrer llibre que va aparèixer sota el nom de «Violet Firth». El 1928 va publicar un llibre de text sobre les seves creences esotèriques, The Esoteric Orders and their Work (Les ordres esotèriques i el seu treball), que va seguir amb un treball acompanyant el 1930, The Training and Work of an Initiate (La formació i el treball d'un iniciat).
L'any 1930 va seguir amb Psychic Self-Defense (Autodefensa psíquica), que contenia molts elements autobiogràfics i que probablement va ser el seu llibre més popular comercialment. Segons la historiadora Claire Fanger, aquest llibre era «en part evidència anecdòtica, en part manual d'exorcisme, en part autobiografia i en part, sens dubte, ficció».
Fortune i el seu grup es van centrar en el treball de l'Outer Court, que va implicar fer publicitat per augmentar el nombre de membres. Van fer conferències periòdiques a les seves instal·lacions de Bayswater, amb la mateixa Fortune donant conferències allà dues vegades per setmana durant gran part de 1928. A la seva propietat de Glastonbury, que van anomenar Chalice Orchard, van establir una casa d'hostes i un centre social que estava obert a l'estiu, i on també es feien conferències. L'octubre de 1927 van començar la producció d'una revista, The Inner Light, amb la tirada inicial de 500 exemplars exhaurits en quinze dies. La revista va guanyar un ampli lector, amb molts subscriptors situats fora de Gran Bretanya. Dins del grup van formular un sistema de tres graus, a través del qual l'iniciat podia progressar a mesura que anava adquirint un millor coneixement i comprensió del grup, els seus ensenyaments i els seus rituals. El progrés a través d'aquests graus podria ser bastant ràpid, amb l'únic requisit que una persona romangui en un grau durant almenys tres mesos abans d'entrar al següent. La formació en aquests tres graus es coneixia com els «Misteris Menors», que permetien a un practicant ascendir als «Misteris Majors». La membresia que van atreure va ser en gran part femenina, amb 21 dones a només 5 homes que eren membres en aquest període. Tots els membres, ja fossin homes o dones, inicialment eren anomenats «Brothers» (germà/germana), encara que aquest sistema després va donar pas al terme «Server Brother» (germà sever/germana severa). A mitjan hivern de 1928, van establir ritualment la Fraternitat de la Llum Interior, un sector del grup preocupat pels Misteris Menors que podien presentar als seus membres, amb Fortune, Evans i Loveday com a oficials principals.

### Disminució de l'activitat: 1930-1938

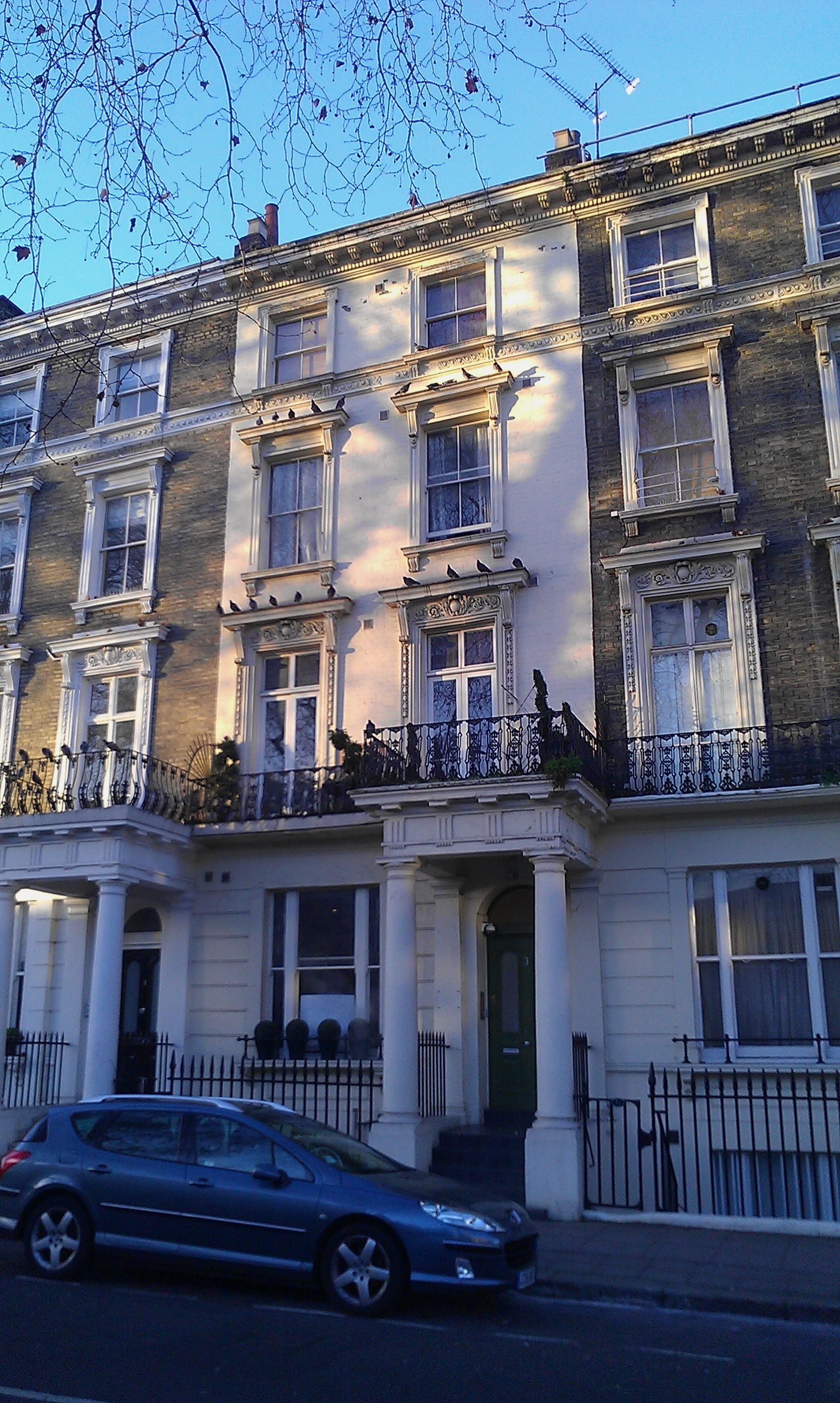
Número 3 de Queensborough Terrace, Bayswater: seu de la Fraternitat de la Llum Interior des de 1924

A l'equinocci de primavera de 1930, Fortune va declarar que, amb els «Misteris Menors» i el sistema de tres graus ara degudament establerts, volia allunyar-se del treball públic i centrar-se en el desenvolupament espiritual personal. A l'equinocci de primavera de 1931, Fortune va renunciar com a líder de la Fraternitat, i Loveday va ser nomenada Maga de la Lògia en el seu lloc. Durant la dècada del 1930, l'èmfasi de Fortune es va allunyar de la mediumnitat i apropar-se cap al ritual, mentre que, al mateix temps, altres membres de la Fraternitat van abraçar la mediumnitat per tal de canalitzar els missatges dels Mestres Ascendits. A finals de 1931, Fortune va començar a discutir la idea de la construcció d'una seu permanent (o Santuari), a l'hort del Calice, i malgrat els obstacles econòmics de la Gran Depressió va poder recaptar suficients fons. El grup va experimentar un creixement en el nombre d'assistents a les seves conferències, subscripció al seu curs per correspondència i utilització de la seva biblioteca privada; per contra, els seus serveis dominicals no van ser molt populars, amb un moviment del matí al vespre no va veure cap efecte. Una persona significativa que es va unir a la Fraternitat va ser l'escriptora de ficció Christine Campbell Thomson, que havia estat l'agent literària de Fortune des de 1926. Posteriorment, Fortune va ajudar Thomson a separar-se del seu marit abusiu, després de la qual cosa es va apropar a un altre membre de la Fraternitat, el coronel C. R. F. Seymour, el 1937. Seymour es va convertir en un membre veterà de la Fraternitat, les relacions entre ell i Fortune van ser tenses, i durant la Segona Guerra Mundial va deixar Londres i es va establir a Liverpool, acabant amb la seva implicació amb el temple de Bayswater de Fortune.
El 1933, les tensions en el matrimoni de Fortune l'estaven destrossant. Hi havia rumors que Evans estava tenint relacions extramatrimonials amb altres dones, mentre que Fortune va confiar a les membres femenines de la Fraternitat que s'havia casat amb ell per raons màgiques en lloc de perquè l'estimava. Evans finalment va demanar el divorci per casar-se amb una altra dona. Fortune havia començat a llogar The Belfry, una capella presbiteriana reconvertida a West Halkin Street, on després es va instal·lar. Va ser aquí, durant la darrera dècada del 1930, on va produir una sèrie de rituals, entre ells el Ritu d'Isis i el Ritu de Pan. Tal com testifiquen aquests i altres aspectes de la seva obra, durant la segona meitat de la dècada Fortune s'havia mogut en el que Richardson va descriure com «una orientació cada cop més pagana».
Fortune va publicar molts articles a la revista Inner Light, alguns dels quals es van reunir i es van publicar en llibres. L'any 1930, la primera col·lecció d'aquest tipus es va publicar com a Mystical Meditations upon the Collects (Meditacions místiques sobre Col·leccions), en què Fortune posava èmfasi en els seus compromisos cristians. El 1931, diversos dels seus articles a la revista Inner Light sobre l'espiritualisme van aparèixer com a Spiritualism in the Light of Occult Science (Espiritualisme a la llum de la ciència oculta). En aquest llibre Fortune va expressar reserves sobre l'espiritisme. Va establir una distinció entre els mitjans espiritualistes normals i els «médiums còsmics», com ella mateixa, que va contactar amb els Mestres Ascendits, argumentant també que els esperits dels morts no s'havien de contactar sense una bona raó, una visió que va generar controvèrsia entre el medi ocultista. El 1934, va reunir una sèrie d'articles d'Inner Light sobre Glastonbury com Avalon of the Heart (Avalon del Cor), mentre que altres articles d'Inner Light es van reunir com a Practical Occultism in Daily Life (Ocultisme pràctic a la vida quotidiana), un llibre dirigit a un lector general. També es van recopilar diversos articles de Fortune de The Occult Review per produir el llibre Sane Occultism (Ocultisme sensat).
Durant quatre anys, Fortune també va publicar una sèrie d'articles a Inner Light que parlaven de la Càbala hermètica. Aquests articles es van reunir després com el llibre The Mystical Qabalah (La Càbala Mística), que és àmpliament percebut com una fita en la seva carrera esotèrica. Tot i que criticava la majoria de les obres de Fortune com a «periodisme més aviat vulgar», l'escriptor ocultista Francis X. King va caracteritzar The Mystical Qabalah com «sens dubte un clàssic de la tradició occidental». El treball va constituir una discussió teòrica basada en el sistema Golden Dawn de correspondències amb l'Arbre de la Vida de la Càbala que ella havia obtingut gràcies a la seva pertinença al grup Alpha et Omega. Tanmateix, també estava arrelada en les seves pròpies experiències i visions personals; mentre meditava, creia que havia visitat els diferents Sefirot de l'Arbre de la Vida de la Càbala.
L'any 1935 va publicar la seva segona novel·la ocultista, The Winged Bull (El toro alat, que va tornar a ser revisada a The Times Literary Review), i el 1936 la tercera, The Goat-Foot God (El Déu dels peus de cabra). L'any 1938 Fortune va escriure una quarta novel·la ocultista The Sea Priestess (La sacerdotessa del mar), que finalment es va autoeditar a través de la Fraternitat després de ser rebutjada per Williams & Norgate, que havien publicat les dues anteriors. La seva última novel·la, Moon Magic (Màgia de la Lluna), sembla que va quedar sense acabar abans de l'esclat de la Segona Guerra Mundial; més tard un protegit el va completar, afirmant haver-ho fet mitjançant la canalització de l'esperit incorpori de Blavatsky, i es va publicar pòstumament.
Fortune va correspondre amb una sèrie d'ocultistes destacats en aquest període. Un d'ells va ser Israel Regardie, el llibre del qual The Tree of Life (L'arbre de la vida) va ser considerat per Fortune com «el millor llibre de màgia» que havia llegit. Més tard, Regardie la va criticar públicament per tergiversar les seves obres en les seves ressenyes; ella havia afirmat que les seves obres reforçaven les seves creences sobre els Mestres Ascendits, encara que Regardie va insistir que era escèptic sobre l'existència d'aquestes entitats. Fortune també va mantenir correspondència amb Olga Fröbe-Kapteyn, l'esotèrica neerlandesa que va fundar Eranos a Suïssa. També va renovar el seu interès per la psicologia jungiana, que aleshores anava creixent en influència entre el medi esotèric, i es va veure influenciada per la seva lectura d'El naixement de la tragèdia de Friedrich Nietzsche.

### Últims anys: 1939-1946
L'esclat de la Segona Guerra Mundial el setembre de 1939 va veure que alguns dels membres de la Fraternitat s'enrolaven a les forces armades, posant fi a moltes de les activitats del grup. Des d'octubre de 1939 fins a octubre de 1942, Fortune va organitzar meditacions grupals cada diumenge amb la intenció d'enfocar els membres de la Fraternitat cap a la causa de la pau. El febrer de 1940, va emprendre una visualització en la qual va imaginar forces d'àngels patrullant la costa britànica, creient que en fer-ho estava ajudant a fer realitat aquestes forces. Va instar els membres de la Fraternitat a repetir un mantra cada vegada que la Luftwaffe alemanya comencés a bombardejar Gran Bretanya, a través del qual esperava demanar «Ajudants invisibles» dels «Plans interiors» per ajudar les persones afectades. La seu de Londres de la Fraternitat va ser danyada durant el Blitz, tot i que es van fer reparacions a les cobertes i el grup va poder tornar a l'edifici després d'una setmana. L'agost de 1940, el grup va haver de suspendre la publicació d'Inner Light com a conseqüència de l'escassetat de paper a Gran Bretanya.

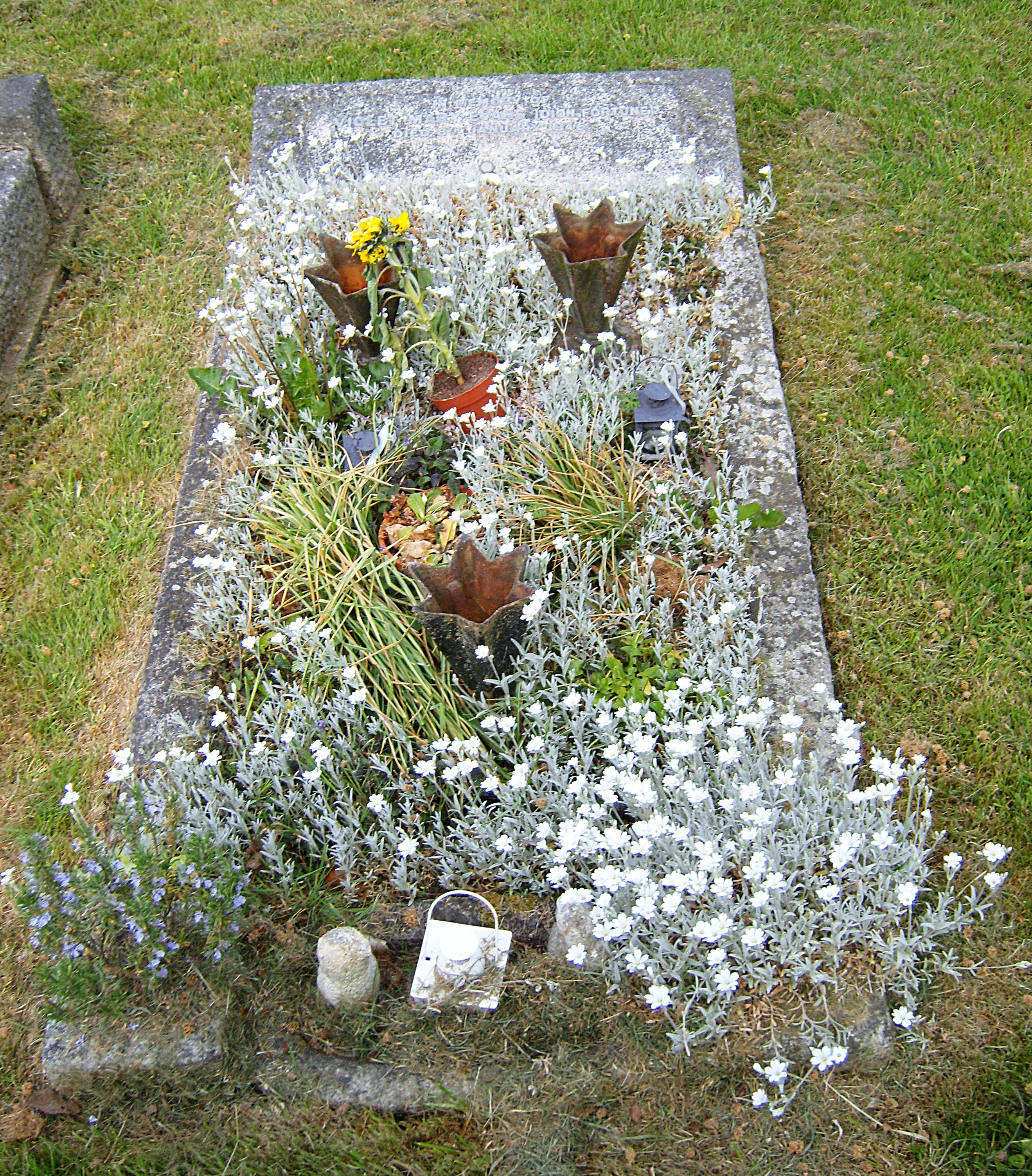
La tomba de la Fortune al cementiri de l'Església de Sant Joan Baptista, Glastonbury

Després que els Estats Units d'Amèrica entréssin al conflicte el desembre de 1941, Fortune va començar a muntar plans per al període de postguerra, creient que marcaria l'alba de l'Era d'Aquari. A la primavera de 1942, la Fraternitat va reiniciar els serveis dominicals del Gremi, i el març de 1943 Fortune va anunciar un nou curs d'estudis per a membres aspirants. Com a part dels seus plans per a la postguerra, Fortune va començar a discutir la idea de reunir tots els ocultistes europeus per posar en comú els seus coneixements. També va començar a discutir la possibilitat d'unir grups ocultistess amb el moviment espiritista, escrivint articles que eren més favorables als mèdiums espiritualistes que abans i reunint-se amb Charles Richard Cammell, l'editor de Light (la revista del College of Psychic Studies),que després va publicar un article favorable sobre ella. Almenys l'any 1942, Fortune va mantenir correspondència amb el prominent ocultista i mag cerimonial Aleister Crowley, elogiant-lo com «un autèntic adepte» malgrat les moltes diferències entre les seves respectives filosofies ocultistes. Més tard el va visitar a casa seva a Hastings, i l'assistent de Crowley, Kenneth Grant, va assenyalar que la parella es portava bé.
L'agost de 1940, Fortune es va embarcar en un nou projecte de mediumnitat en estat de trànsit, aquesta vegada amb la seva mentora d'Alpha et Omega, Curtis-Webb (ara rebatejada Maiya Tranchall-Hayes), amb l'esperança de contactar amb els mateixos Mestres Ascendits que creien que havien ajudat l'Orde Hermètic de l'Alba Daurada. En fer-ho, creien que estaven canalitzant missatges d'una entitat coneguda com «el Xemeix de l'Era d'Aquari». Aquestes comunicacions es van rebre entre l'abril de 1941 i el febrer de 1942, i juntes es van conèixer com «la fórmula arturiana»; van proporcionar la base de bona part del treball de la Fraternitat sobre el «Gran Misteri» després de la guerra. Les afirmacions produïdes en aquestes meditacions canalitzades presentaven els mites artúrics com a records racials que havien estat transmesos des de l'Atlàntida, havent estat portats a la Gran Bretanya pels colons atlants després del cataclisme que va destruir la seva illa. També va proposar un triple sistema d'entrenament: el d'Artús i la seva Taula Rodona, el de Merlí i la Dama del Llac, i el de Ginebra i les Forces de l'Amor.
A finals de 1945, Fortune va emmalaltir i no va poder donar la seva adreça programada a la Fraternitat el solstici d'hivern d'aquell any. Va morir a l'Hospital de Middlesex de leucèmia el gener de 1946, a l'edat de 55 anys. El seu cos va ser traslladat a Glastonbury, on va ser enterrada en un funeral supervisat pel reverend L. S. Lewis, vicari de l'Església de Sant Joan Baptista. Quan Loveday va morir poc després, va ser enterrat prop d'ella. Va donar la major part dels seus diners a la seva Societat.
Durant la vida de Fortune, alguns dels membres de la Fraternitat havien expressat la seva preocupació pel que fa que l'organització es convertís en un culte a la personalitat girant al seu voltant, per la qual cosa després de la seva mort no van fomentar l'interès per la seva biografia. Membres de la Societat han al·legat que el seu successor va destruir la majoria dels seus diaris, correspondències i fotografies. Tanmateix, alguns dels seus llibres es publicaran pòstumament, entre ells The Cosmic Doctrine (La doctrina còsmica), que va aparèixer el 1949, i la seva novel·la Moon Magic (Màgia de la Lluna), publicada el 1956.

## Novel·les
Si Dion hagués dedicat els seus formidables poders i talents considerables a escriure pura i senzilla, podria haver estat una gran novel·lista segons els estàndards ortodoxos; o si no és novel·lista de primera divisió, almenys una reptadora d'ascens de segona. Tal com va ser, en les seves dues últimes novel·les, 'La sacerdotessa del mar' i 'Màgia de la Lluna', va aconseguir grandesa dins el gènere. Simplement, aquestes són les millors novel·les sobre màgia mai escrites. Realment, mirant el concurs, són les úniques novel·les sobre màgia que s'han escrit mai.

Font: Alan Richardson, biògraf de Fortune [Richardson 2007, pàg. 261].
Fortune va completar set novel·les durant la seva vida. Quatre eren de temàtica ocultista i de fantasia: The Demon Lover, The Winged Bull, The Goat-Foot God, and The Sea Priestess. L'estudiosa literària Susan Johnson Graf les classifica juntament amb l'obra de H. Rider Haggard, Algernon Blackwood, Charles Williams i Arthur Machen. Els altres tres eren thrillers romàntics publicats sota el nom de ploma de «V. M. Steele»: The Scarred Wrists, Hunters of Humans, i Beloved of Ishmael. Escriure thrillers va ser una de les poques activitats en què va participar Fortune sense connexió amb el seu treball màgic, i era una cosa que no va donar a conèixer. Knight creia que aquestes tres novel·les testimoniaven la idea que «devia haver-li agradat molt escriure per escriure». Una vuitena novel·la, Moon Magic, va quedar inacabada però completada pel seu protegit i publicada pòstumament.
Fortune va veure les seves novel·les d'ocultisme com una part important del seu treball de la Fraternitat, iniciant els lectors en els àmbits de l'ocultisme parlant al seu subconscient, fins i tot quan la seva ment conscient rebutja els ensenyaments ocults. Així, els va percebre com un mitjà per difondre els seus ensenyaments a un públic més ampli. Cadascun estava relacionat amb un dels Sefirot de l'Arbre de la Vida de la Càbala: The Winged Bull estava associat amb Tifaret, The Goat-Foot God amb Malkut, i The Sea Priestess amb Jesod.

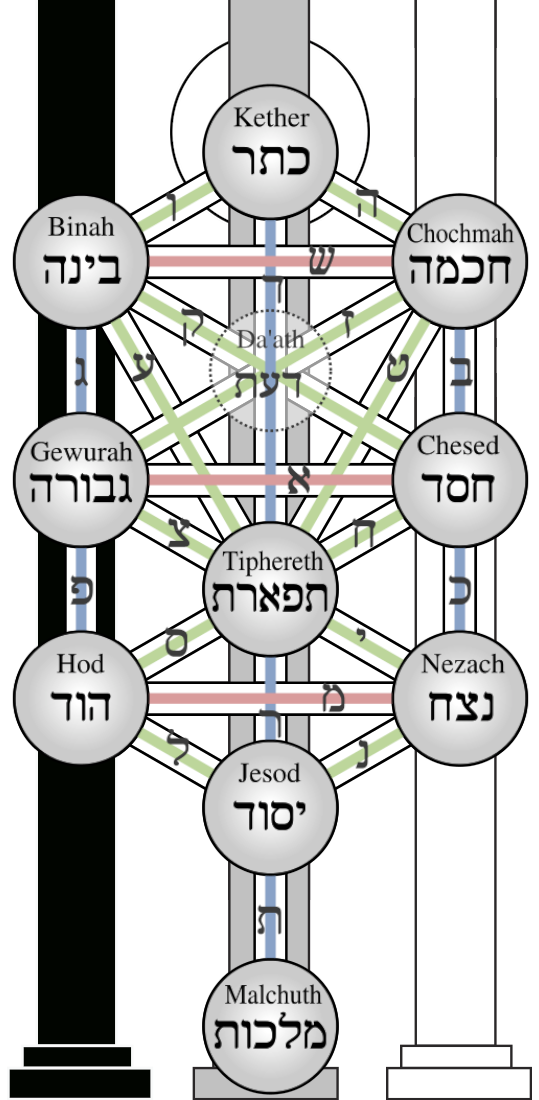
Una versió de l'Arbre de la Vida de la Càbala

La primera novel·la de Fortune va ser The Demon Lover, que explica la història de Veronica Mainwaring, una jove verge que es converteix en la secretària d'un mag malèvol, Justin Lucas, que busca explotar els seus poders mediumnistes latents per als seus propis propòsits. Tot i que s'enamora d'ell, finalment escapa dels seus atrapaments gràcies a la seva devoció al cristianisme.
El seu següent treball, The Winged Bull, se centra en Ursula Brangwyn, que havia estat perjudicada per la seva participació en un grup ocultista sense escrúpols, però es troba amb Ted Murchison, amb qui es casa posteriorment. Els personatges de The Winged Bull es basen en persones reals de la vida de Fortune; Murchison es basa en el seu marit, per exemple, i va modelar Brangwyn a si mateixa. El personatge d'Hugo Astley ha estat interpretat com un «retrat de ficció amb prou feines velat» d'Aleister Crowley. Richardson va considerar que The Winged Bull era «en molts aspectes el pitjor dels seus llibres». L'estudiós Andrew Radford va suggerir que la novel·la reflectia un «zel en la promoció d'un ocultisme socialment responsable arrelat en els rols de gènere ortodoxos» i va demostrar la seva creixent preocupació perquè l'ocultisme s'associés cada cop més amb el que ella considerava una elit cosmopolita immoral sinònim de Crowley i les seves activitats.
The Goat-Foot God gira al voltant d'un vidu ric, Hugh Patson, que s'uneix amb un llibreter esotèric per buscar l'antic déu grec Pan. Ho aconsegueixen amb l'ajuda d'una artista en situació de pobresa, Mona Wilton, que s'apropa a Patson a mesura que avança la novel·la. Richardson va descriure The Goat-Foot God com «una obra mestra ... la millor novel·la ocultista mai escrita».
The Sea Priestess tracta sobre Wilfred Maxwell, un home que viu amb la seva mare i la seva germana que aprèn a comunicar-se amb la Lluna després d'un atac d'asma. Es reuneix amb Morgana, una adepte espiritual, i junts entren en una relació obsessiva (per part de Wilfred) però platònica mentre estableixen un temple als déus del mar.
Totes les novel·les de Fortune segueixen el mateix tema bàsic: una heroïna (una sacerdotessa i iniciadora amb experiència màgica i assertiva) que coneix un home i el salva de si mateixa. En les seves novel·les posteriors, això implica que els duos reconstrueixen o revitalitzen un espai ritual i treballen rituals màgics per canalitzar les forces còsmiques i posar-les en equilibri. Com a escriptora, els dons de Fortune són generalment més pràctics que filosòfics. Per sobre de tot, va ser una hàbil sintetitzadora d'idees, i la seva influència continuada derivada en gran part de la seva capacitat per portar conceptes esotèrics difícils en una prosa lúcida i fàcilment accessible.
Com a escriptora, els dons de Fortune són generalment més pràctics que filosòfics. Per sobre de tot, va ser una hàbil sintetitzadora d'idees, i la seva influència continuada deriva en gran part de la seva capacitat per portar conceptes esotèrics difícils en una prosa lúcida i fàcilment accessible.

Font: Claire Fanger, historiadora [Fanger 2006, pàg. 379].
En la seva discussió sobre l'obra de Fortune, Sonja Sadovsky va afirmar que l'«element únic» de la ficció de Fortune era «la trama recurrent del romanç esotèric explicat des del punt de vista de la sacerdotessa», cosa que suggereix que els seus personatges femenins proporcionaven una plantilla a partir de la qual les lectores podien basar-se en la seva pròpia pràctica espiritual. Sadovsky va suggerir, a més, que hi havia dos tipus de sacerdotesses que apareixien a les novel·les de Fortune: la «Mare Terra» i la «Mestressa Lluna». Segons Sadovsky, la «Mare Terra» estava representada pel personatge de Mona Wilkins a The Goat-Foot God i el de Molly Coke a The Sea Priestess. Va suggerir que aquests personatges derivaven el seu poder de la polaritat masculí/femení i del poder creatiu del sexe, i que també necessitaven un sacerdot masculí per iniciar-les en els seus misteris espirituals i assolir tot el seu potencial. El segon tipus de sacerdotessa, la «Mestressa Lluna», va aparèixer com Vivien/Lilith (la Dama del Llac) a The Sea Priestess i després esdevé més dominant a Moon Magic. Segons Sadovsky, es tracta d'una figura de celibat que concentra els seus poders creatius a formar sacerdotesses i tractar qüestions ocultistes.

## Creences i ensenyaments

### Religió i raça
Fortune va identificar les seves creences com a part del que va anomenar «la tradició del misteri occidental». Ella es va adherir a una forma de cristianisme esotèric, i ha estat descrita com una cabalista cristiana i com «una cristiana mística devota», encara que «molt poc ortodoxa». Va expressar l'opinió que «en qualsevol escola de misticisme occidental, l'autor i acabador de la nostra fe ha de ser Crist Jesús, el Gran Iniciador d'Occident», i va tractar «el Mestre Jesús» com el seu guia espiritual personal. Ella creia que els ensenyaments transmesos de l'Orde Hermètic de l'Alba Daurada servien per a la recuperació de «misteris sagrats» o gnosi que havien estat passats per alt pel cristianisme dominant. En conseqüència, no tenia lleialtat a cap església cristiana establerta i sovint era crítica amb el clergat dominant. A més, va rebutjar una sèrie de doctrines cristianes tradicionals, com la que envoltava el cel i l'infern.
Tanmateix, també es descriu amb raó com una estudiant de la càbala hermètica. De fet, Knight reconeix que la seva obra era de naturalesa hermètica, «si se n'adonava o no, perquè això era abans que Frances Yates hagués fet més accessibles les arrels de la tradició hermètica...».
No hi ha proves que Fortune es considerés pagana. Tanmateix, a finals de la dècada del 1930, Fortune havia desenvolupat cert interès per la religió de l'antic Egipte, però la va tractar com una preparació per a la veritat superior del cristianisme. A la dècada del 1930 la seva actitud va començar a canviar a mesura que es va tornar més favorable a la religió precristiana, probablement sota la influència del seu marit, Seymour, i de The Rainbow de D. H. Lawrence, del qual era fan. Amb The Winged Bull, ella declarava que els déus precristians eren tan vàlids com les facetes del diví com el Déu cristià, i per aquesta època va començar a adoptar una actitud cada cop més crítica amb el cristianisme, afirmant que s'havia degradat molt des dels seus orígens i distorsionats per aquells «dos vells solters cruixents», l'apòstol Pau i Agustí d'Hipona. A la seva següent novel·la, The Goat-Foot God, Fortune havia abraçat plenament la idea d'un paganisme modern que reviva els sistemes de creences de l'Europa precristiana, referint-se a això com a «Vitamina P» i declarant que era necessària per curar el món modern. Al voltant d'aquesta època va començar a promoure l'afirmació que «Tots els déus són un sol déu i totes les deesses són una sola deessa». No obstant això, durant la Segona Guerra Mundial, els seus escrits van tornar a ser més cristians.
Fortune creia en l'existència d'una comuna subjacent entre els ensenyaments dels ordes esotèrics occidentals i les tradicions religioses asiàtiques. No obstant això, creia que particulars tradicions espirituals s'atribuïen a grups racials específics, afirmant que «la Gran Lògia Blanca dona a cada raça la religió adequada a les seves necessitats». Escrivint a The Occult Review, Fortune va declarar: «No deixeu que s'oblidi que les nostres tradicions són racials. El que va fer aquell gran iniciat Rudolf Steiner per a les races de parla alemanya algú ha de fer per aquells que utilitzen una llengua d'arrel llatina i anglosaxona». Ella no estava d'acord amb permetre que les tècniques espirituals i màgiques es transmetessin entre cultures diferents, creient que fer-ho causava danys; ella, per exemple, va advertir que no es permetessin que els ensenyaments esotèrics occidentals es practiquin a l'Índia perquè «l'hinduista mor ràpidament de xoc». Igualment, es va oposar fermament a l'adopció de tècniques religioses asiàtiques a l'esoterisme occidental, allunyant-se dels ocultistes que ho feien. Segons les seves paraules, ha de «recomanar a les races blanques el sistema tradicional occidental, admirablement adaptat a la seva constitució psíquica». No obstant això, va percebre un valor en els occidentals que estudien disciplines asiàtiques com el ioga a nivell teòric, sempre que evitessin qualsevol intent de posar en pràctica aquests ensenyaments. L'estudiós d'estudis religiosos Gordan Djurdjevic va destacar que els lectors del segle xxi probablement considerarien que hi ha «un fort essencialisme cultural i fins i tot prejudicis racials en els seus escrits», però que les idees sobre l'estreta relació entre «cultura, raça i religió» eren «un part del discurs quotidià» a la Gran Bretanya durant la seva vida.

### Màgia
Fortune era un maga cerimonial. Els principis màgics sobre els quals es basava la seva Fraternitat es van adoptar des de l'Orde Hermètic de l'Alba Daurada de finals del segle xix, amb altres influències procedents de la Teosofia i la Ciència Cristiana. Les cerimònies màgiques realitzades per la Fraternitat de Fortune es van classificar en dues categories: iniciacions (en què el candidat s'introduïa en forces màgiques) i evocació (en què aquestes forces eren manipulades per a un propòsit determinat).
Els rituals de la Fraternitat al seu temple de Bayswater es van dur a terme sota una llum tènue, amb Fortune afirmant que la llum brillant dispersa les forces etèriques. Al centre d'una habitació es col·locava un altar, amb els colors del drap d'altar i els símbols de l'altar variant segons la cerimònia que es feia. Es posava una llum a l'altar mentre es cremava encens, normalment olíban. Els oficials superiors s'asseien en fila al llarg de l'extrem est de la sala, mentre que els oficials, que es creia que eren canals per a les forces còsmiques, es col·locavan en diverses posicions. El grup caminava per l'habitació en cercle cantant, amb la intenció de construir una força psíquica com un mur. A continuació, s'invocaven les entitats còsmiques, i els membres creien que aquestes entitats es manifestarien en forma astral i interactuarien amb els oficials escollits.
Fortune estava especialment preocupada pel tema del sexe. En els seus primers treballs va mostrar una actitud puritana respecte a la sexualitat, advertint els seus lectors sobre els perills percebuts de la masturbació, el sexe extramarital, l'activitat sexual entre persones del mateix sexe, l'avortament i l'amor lliure. L'única forma d'expressió sexual que considerava adequada era la entre una parella heterosexual, i va promoure una forma de «masturbació psíquica» per sufocar qualsevol impuls sexual que pogués tenir un individu cèlibe. Segons Richardson, «era una puritana, almenys per als estàndards actuals». En els seus últims treballs va mostrar una actitud més positiva cap a la sexualitat, descrivint la unió sexual entre un home i una dona com l'expressió més poderosa d'una «força vital» que flueix per tot l'Univers. Ella creia que aquesta atracció eròtica entre homes i dones es podia aprofitar per utilitzar-la en màgia. Va instar els seus seguidors a estar nus sota la seva túnica quan realitzen rituals màgics, perquè això augmentaria la tensió sexual creativa entre els homes i les dones presents. Tot i que el sexe apareix a les seves novel·les, mai es descriu amb detalls gràfics. No obstant això, les seves novel·les ocultistes posteriors inclouen representacions de sexe heterosexual fora del matrimoni, cosa que suggereix que en aquest moment Fortune ja no creia que el sexe s'havia de limitar al matrimoni. L'estudiós Andrew Radford va assenyalar que la visió «reaccionària i altament heteronormativa» de Fortune de la «sexualitat sacralitzada» s'hauria de veure com a part d'una tradició més àmplia entre els corrents esotèrics, que es remunta a les idees d'Emanuel Swedenborg i Andrew Jackson Davis i que també es troba a la treball d'ocultistes com Paschal Beverly Randolph i Ida Craddock.
Fortune va ser entre els que van popularitzar la idea d'una divisió entre el Camí de la Mà Esquerra i Camí de la Mà Dreta, que havia estat introduïda a l'esoterisme occidental per la teòsofa Helena Blavatsky. En fer-ho, Fortune va connectar les seves opinions menyspreables sobre el que ella considerava el Camí de la Mà Esquerra amb el pànic moral que envolta l'homosexualitat a la societat britànica. Les seves obres contenien comentaris en què condemnava les «tècniques homosexuals» dels mags homes malèvols, i afirmava que l'acceptació de l'homosexualitat va ser la causa de la caiguda de les antigues civilitzacions grega i romana. La manera en què va intentar demonitzar el Camí de la Mà Esquerra s'ha comparat amb la que es troba a l'obra del novel·lista anglès Dennis Wheatley.

## Personalitat i vida personal
La historiadora Claire Fanger va assenyalar que Fortune mostrava una «personalitat dinàmica i un lideratge confiat». Janine Chapman, una esotèrica que va investigar la vida de Fortune, va afirmar que «en el seu millor moment», Fortune era «una personalitat forta i magnètica» amb «una ment activa i intel·lectualment curiosa» que també era «físicament imponent». Chapman va assenyalar que mentre estudiava al college d'horticultura, Fortune s'havia guanyat la reputació de tenir un «agut sentit de l'humor», sent particularment aficionada a les bromes pràctiques. Richardson va caracteritzar Fortune com «honesta i sovint despietada amb la seva honestedat», i va afegir que era «una dona essencialment bona que tenia fils de foscor a dins». Chapman va assenyalar que «va donar un exemple de super-èxit, autosacrifici i integritat personal» i que «sexualment, era modesta, fidel i casta». En els seus darrers anys, es va guanyar un sobrenom entre els seus amics de la Fraternitat; «The Fluff» (La Pelussa).
Chapman va caracteritzar el matrimoni de Fortune com a «rocós», i el matrimoni no va produir fills. Més endavant, hi va haver rumors infundats que Fortune tenia relacions sexuals tant amb homes com amb dones, i en particular que tenia una relació amb Tranchall-Hayes.
Fortune no es va implicar ni ella mateixa ni el seu grup en cap moviment o partit explícitament polític. L'historiador Ronald Hutton va assenyalar que en les seves opinions polítiques i socials, Fortune era probablement tradicionalista i conservadora, i Richardson va assenyalar que políticament, estava «una mica alineada» amb les idees del polític conservador Winston Churchill. Graf va assenyalar que, tot i que Fortune no estava involucrada en el moviment feminista i no es va associar amb les feministes, «es va considerar tan poderosa, capaç, independent i exigent com qualsevol home, i va treballar per empoderar espiritualment les dones». Quan es va allotjar a Queensborough, Fortune va seguir una dieta vegetariana.

## Recepció i llegat
Segons Richardson, Fortune va caure en una «relativa foscor» després de la seva mort, després d'haver estat eclipsada pel seu contemporani més famós, Aleister Crowley. L'historiador de l'esoterisme Dave Evans va estar d'acord, afirmant que Fortune havia estat «una mica menys» influent que Crowley. No obstant això, Hutton la considerava la «figura femenina més important» de l'ocultisme britànic de principis del segle xx, mentre que l'historiador Alex Owen es referia a ella com «una de les clarividents i ocultistes més importants de la postguerra». De la mateixa manera, Knight la va anomenar «una de les principals ocultistes de la seva generació», i l'antropòloga Tanya Luhrmann la va referir com «una de les magues més influents del segle xx». Un altre estudiós de l'esoterisme, Nicholas Goodrick-Clarke, va dir que Fortune era una «important hereva de l'Alba Daurada i va tenir una influència significativa en l'esoterisme occidental modern». L'estudiós d'estudis religiosos Stephen Sutcliffe la va descriure com «ha tingut un paper clau en el culte de Glastonbury durant els anys d'entreguerres», mentre que l'antropòlega Susan Greenwood va pensar que l'èmfasi de Fortune en una polaritat masculina/femenina com a base per al treball màgic va tenir una influència significativa tant en la màgia cerimonial posterior com en la Wicca.

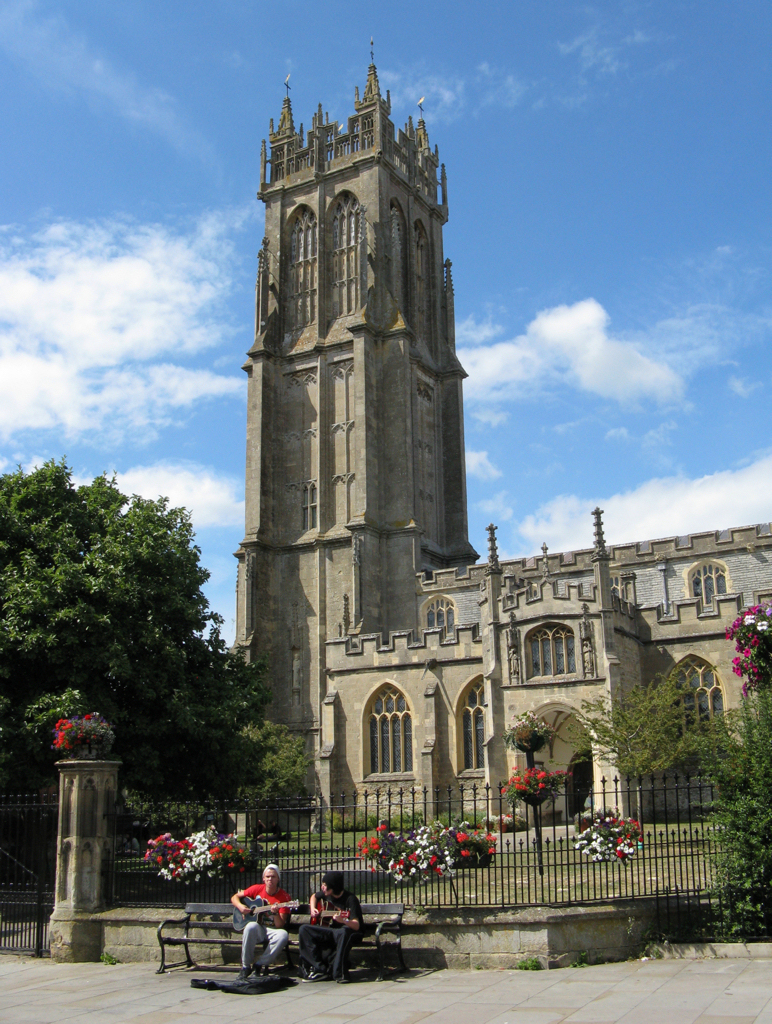
L'església de Sant Joan Baptista, Glastonbury. El funeral de Fortune va ser realitzat aquí pel reverend L. S. Lewis, i el seu cos va ser enterrat al cementiri proper de Wells Road.

La Fraternitat de Fortune li va sobreviure i va ser rebatejada com a Societat de la Llum Interior el 1946; el canvi va ser un perfeccionament legal per ajudar el grup a aconseguir l'estatus caritatiu. Continua funcionant fins a principis del segle xxi. La Societat va vendre el Chalice Orchard, que finalment va ser comprat per l'historiador britànic Geoffrey Ashe, i el 1959 va vendre la seva seu de Bayswater després del declivi socioeconòmic de la zona, en lloc d'establir una base a North London. Tot i que conserva la seva base en els ensenyaments originals de Fortune, la Societat ha canviat el seu èmfasi segons qui l'ha dirigit al llarg dels anys. En diversos moments ha estat molt influenciat per les idees d'Alice Bailey sobre els Mestres Ascendits, les idees del moviment espiritural indonesi Subud, i l'ús dels E-meter de la Cienciologia.
L'any 1961, la Societat va adoptar un nou enfocament que va emfatitzar i posar en primer pla la seva identitat cristiana. Això va generar controvèrsia al grup, amb Gareth Knight marxant per formar la seva pròpia lògia basant-se en els ensenyaments de Fortune, conegut com el Gareth Knight Group.
L'any 1973, un dels estudiants de Fortune, W. E. Butler, també es va separar de la Fraternitat per fundar el seu propi grup a Jersey, els Servants of the Light, que després seria assumit per Dolores Ashcroft-Nowicki i continua sent una de les organitzacions esotèriques més grans del món a principis del segle xxi, mantenint uns 1000 estudiants actius.
L'any 1975, un altre membre de la Societat, Alan Adams, va marxar per fundar el London Group, que inicialment tenia la seu a l'exterior de Londres, però més tard es va traslladar a East Midlands.
A finals de la dècada del 1990, el nombre de membres de la Societat s'havia reduït a unes quantes dotzenes, i sota el control d'un nou director va convidar Knight a tornar al grup per tal d'ajudar a promoure-lo. Knight va acceptar, deixant la seva pròpia logia per publicar dues obres de Fortune basades en el seu material a l'arxiu de la Societat, i escriure una biografia d'ella. La dècada del 1990 va veure una sèrie d'estudis biogràfics pioners de Fortune, inclosos els d'Alan Richardson el 1991 i el de Janine Chapman el 1993. El llibre de Richardson es basava en gran manera en els records de Christine Hartley, mentre que la publicació de Fielding i Carr es va basar en les interaccions dels autors amb els membres mès antics de la Societat. Tanmateix, el 2007 Graf va assenyalar que Fortune encara no havia rebut molta atenció acadèmica..
A principis del segle xxi, Evans va assenyalar que el treball de Fortune «encara era influent en alguns sectors màgics», destacant que, segons la seva experiència, ella era una de les tres magues cerimonials, juntament amb Leah Hirsig i Jaq Hawkins, que els esoteristes moderns podien anomenar fàcilment.

### La influència literària de Fortune en el paganisme modern
A través de les seves novel·les i les seves obres teòriques ocultes, Dion Fortune ha deixat un llegat ric i potent per a aquells que opten per adoptar una religió centrada en la deessa. Fortune va establir les bases que han seguit els posteriors neopagans i practicants centrats en les deesses que volen trobar una religió que no sigui patriarcal i ofereix imatges divines diferents de la d'un déu masculí o d'una mare de déu passiva, humana. Les pràctiques i creences que lFortune va trobar, i ha transmès, ofereixen un equilibri de poder, una espècie de model d'associació per al diví.

Font: Susan Johnston Graf, estudiosa de la literatura [Graf 2007, pàg. 55–56].
L'estudiós d'estudis religiosos Hugh Urban va assenyalar que Fortune era «una dels enllaços clau» entre la màgia cerimonial de principis del segle xx i la religió pagana en desenvolupament de la Wicca. De la mateixa manera, la gran sacerdotessa wicca Vivianne Crowley va caracteritzar Fortune com una «protopagana». L'estudiós i esoterista Nevill Drury va afirmar que Fortune «en molts aspectes va anticipar les idees feministes a la Wicca contemporània», sobretot a través de la seva creença que totes les deesses eren una manifestació d'una sola Gran Deessa. Graf va estar d'acord, i va afegir que les obres de Fortune van trobar «ressonància» en l'obra de la posterior feminista wicca Starhawk, i en particular en el llibre d'aquesta última de 1979, The Spiral Dance.
En investigar les ordes de màgia cerimonial i altres grups esotèrics actius a la zona de Londres durant la dècada del 1980, Luhrmann va trobar que dins d'ells, les novel·les de Fortune eren tractades com «ideals ficticis» i que es recomanaven als nouvinguts com la millor manera d'entendre la màgia. L'estudiosa dels estudis pagans Joanne Pearson va afegir que els llibres de Fortune, i en particular les novel·les The Sea Priestess i Moon Magic, eren propietat de molts wiccans i altres pagans. L'estudiós d'estudis religiosos Graham Harvey va comparar The Sea Priestess amb la novel·la High Magic's Aid (1949) del wicca Gerald Gardner (Scire), afirmant que, encara que cap de les dues novel·les eren «una gran literatura», i «evoquen el paganisme millor que les obres més didàctiques posteriors».
Les sacerdotesses de Fortune van influir en els personatges de Les boires d'Avalon de Marion Zimmer Bradley, i les seves idees van ser adoptades com a base per a l'Ordre d'Aquari de la Restauració, un grup de màgia cerimonial dirigit per Bradley. Les seves obres també van influir en Diana Paxson, la col·laboradora de Bradley i membre de l'Ordre. A partir del 2007, les tres últimes novel·les de Fortune es van imprimir i van tenir una àmplia recepció. Tanmateix, Evans creia que els seus escrits estaven «encallats en la seva època» en molts llocs; com a prova, va destacar passatges en què Fortune adverteix als seus lectors que els seus servents indis poden robar els seus «productes de rebuig corporal» per utilitzar-los en el culte de la deessa hindú Kali.

## Publicacions

### No ficció
| Any de publicació | Títol                                                                                     | Editorial                          |
| ----------------- | ----------------------------------------------------------------------------------------- | ---------------------------------- |
| 1922              | The Machinery of the Mind *                                                               | Dodd, Mead & Company               |
| 1924              | The Esoteric Philosophy of Love and Marriage                                              | W. Rider & Son                     |
| 1925              | The Psychology of the Servant Problem *                                                   | C. W. Daniel Company               |
| 1925              | The Soya Bean                                                                             | C.W. Daniel Company                |
| 1928              | The Problem of Purity *                                                                   | Rider & Company                    |
| 1928              | The Esoteric Orders and Their Work                                                        | Rider & Company                    |
| 1929              | Sane Occultism                                                                            | Rider & Company                    |
| 1930              | Mystical Meditations on the Collects                                                      | Rider & Company                    |
| 1930              | Psychic Self-Defense                                                                      | Rider & Company                    |
| 1930              | The Training and Work of an Initiate                                                      | Rider & Company                    |
| 1931              | Spiritualism in the Light of Occult Science                                               | Rider & Company                    |
| 1932              | Through the Gates of Death                                                                | The Inner Light Publishing Society |
| 1934              | Avalon of the Heart *                                                                     | Frederick Muller                   |
| 1935              | The Mystical Qabalah                                                                      | Williams & Norgate                 |
| 1935              | Practical Occultism in Daily Life                                                         | Aquarian Press                     |
| 1949              | The Cosmic Doctrine                                                                       | Aquarian Press                     |
| 1962              | Aspects of Occultism                                                                      | Aquarian Press                     |
| 1962              | Applied Magic                                                                             | Aquarian Press                     |
| 1969              | The Magical Battle of Britain: The War Letters of Dion Fortune (editat per Gareth Knight) | Golden Gate Press                  |
| 1999              | Principles of Hermetic Philosophy (editat per Gareth Knight)                              | Thoth Publications                 |
| 1997              | An Introduction to Ritual Magic (junt amb Gareth Knight)                                  | Thoth Publications                 |

* = Publicat sota el nom Violet M. Firth.

### Ficció
Knight va proporcionar una llista de les obres de ficció de Fortune:
| Any de publicació                                       | Títol                       | Editorial                         |
| ------------------------------------------------------- | --------------------------- | --------------------------------- |
| 1922 (publicat com a contes); 1926 (volum recopilatori) | The Secrets of Dr. Taverner | Noel Douglas (volum recopilatori) |
| 1927                                                    | The Demon Lover             | Noel Douglas                      |
| 1935                                                    | The Winged Bull             | Williams & Norgate                |
| 1935                                                    | The Scarred Wrists *        | Stanley Paul                      |
| 1935                                                    | Hunters of Humans *         | Stanley Paul                      |
| 1936                                                    | Beloved of Ishmael *        | Stanley Paul                      |
| 1936                                                    | The Goat-Foot God           | Williams & Norgate                |
| 1938                                                    | The Sea Priestess           | Inner Light Publishing Company    |
| 1957                                                    | Moon Magic                  | Aquarian Press                    |

* = Publicat sota el nom V. M. Steele.